# Suzhou
Suzhou (chiń. upr. 苏州; chiń. trad. 蘇州;; pinyin Sūzhōu) – miasto o statusie prefektury we wschodnich Chinach, w prowincji Jiangsu, nad Wielkim Kanałem i Wielkim Jeziorem, w pobliżu Szanghaju. W 2010 roku liczba mieszkańców wynosiła 5 349 090. Od początku naszej ery jedno z największych miast świata, zniszczone podczas powstania tajpingów, na przełomie XX i XXI wieku ponownie najszybciej rozwijająca się metropolia globu.

## Historia
Suzhou w Epoce Trzech Królestw przez kilka lat było stolicą państwa Wu. Miasto od XIV wieku przodowało w produkcji jedwabiu, a zyski przeznaczone były m.in. na utworzenie 287 nowych ogrodów, z których 69 przetrwało do dziś. Mieszkali tu uczeni, artyści, wyżsi urzędnicy i kupcy, którzy bogacili się na handlu jedwabiem.

## Gospodarka
Tradycyjny ośrodek handlowy i rzemieślniczy (wyroby z nefrytu, słynne hafty). Obecnie jedno z najbogatszych miast w kraju. Rozwinięte hutnictwo żelaza oraz przemysł maszynowy, chemiczny, włókienniczy, spożywczy i wysokich technologii. W mieście funkcjonuje kilka szkół wyższych. W Suzhou znajdują się stacja kolejowa oraz port lotniczy Wuxi-Shuofang. Miasto nazywane jest Wenecją Wschodu ze względu na sieć 24 kanałów wodnych.

## Zabytki oraz interesujące miejsca
- Wangshi (Ogród Mistrza Sieci) – powstał w 1149 roku
- Canglang Ting (Pawilon Ciemnoniebieskich Fal)
- Mingdao Tang (Pawilon Oświecenia)
- Ruiguang Ta (Pagoda Sprzyjającego Światła)
- Zhuozheng Yuan (Ogród Pokornego Zarządcy) – największy ogród w mieście, ma 5 ha powierzchni; został założony w 1513 roku przez Zarządcę Wanga Xianchenga w miejscu, gdzie posiadłość miał poeta Lu Guimeng
- Beisi Ta (Pagoda Północnej Świątyni) – powstała w okresie Południowej Dynastii Song, a w II połowie XVII wieku została gruntownie przebudowana; posiada 9 kondygnacji
- Muzeum jedwabiu
- Liu Yuan (Ogród Przebywania) – zabytek narodowy
- Xiyuan Si (Świątynia Zachodniego Ogrodu) – odrestaurowana w XIX wieku
- pomnik kapusty pekińskiej (jako warzywa rozsławiającego Chiny w świecie)[4]
- świątynia Xuanmiao
- most Baodai.

## Miasta partnerskie
- Wenecja, Włochy
- Victoria, Kanada
- Ikeda, Japonia
- Kanazawa, Japonia
- Portland, Stany Zjednoczone
- Okręg Tulcza, Rumunia
- Jeonju, Korea Południowa
- Kameoka, Japonia
- Ryga, Łotwa
- Ismailia, Egipt
- Grenoble, Francja
- Nijmegen, Holandia
- Esbjerg, Dania
- Konstancja, Niemcy
- Taupō, Nowa Zelandia
- Nabari, Japonia
- Porto Alegre, Brazylia
- Jacksonville, Stany Zjednoczone
- Riihimäki, Finlandia
- T’aebaek, Korea Południowa
- Nowy Sącz, Polska
- Kijów, Ukraina
- Zaporoże, Ukraina
- Logan City, Australia
- Antananarywa, Madagaskar
- Santiago del Estero, Argentyna
- Viña del Mar, Chile
- Yeongju, Korea Południowa
- Daisen, Japonia
- Riesa, Niemcy
- Rotorua, Nowa Zelandia
- Santa Luċija, Malta
- Hirokawa, Japonia
- Portland, Australia
- Eiheiji, Japonia
- Marugame, Japonia
- Ayabe, Japonia
- Sendai, Japonia
- Townsville, Australia
- Whittier, Stany Zjednoczone
- Brest, Francja
- South El Monte, Stany Zjednoczone
- Grootfontein, Namibia
- Tahara, Japonia
- Tottori, Japonia
- Rosolina, Włochy
- Uchinada, Japonia
- Bourgoin-Jallieu, Francja
- Chiba, Japonia
- Hwaseong, Korea Południowa
- Nago, Japonia
- León, Meksyk